# کرم سلطان‌اف
کرم سلطان‌اف (روسی: Карам Бадирханович Султанов؛ زادهٔ ۱۵ آوریل ۱۹۹۶) بازیکن فوتبال اهل قزاقستان است.
از باشگاه‌هایی که در آن بازی کرده‌است می‌توان به باشگاه فوتبال سومقاییت و باشگاه فوتبال اورداباسی اشاره کرد.
وی همچنین در تیم‌های ملی فوتبال تیم ملی فوتبال زیر ۱۹ سال قزاقستان و زیر ۲۱ سال قزاقستان بازی کرده‌است.